# بيدرو الأول ملك البرتغال
بيدرو الأول (بالبرتغالية: Pedro I de Portugal‏) (1320-1367) ملك البرتغال (1357-1367) هو ابن الملك البرتغال أفونسو الرابع وانفانتا بياتريس ابنة سانشو الرابع ملك قشتالة، عاش قصة حب حزينة مع وصيفة زوجته الأولى إينيس دي كاسترو ولكن قتلت بأمر من والده الملك عام 1355 قبل أن يصبح ملكاً على البرتغال ولكن بيدرو اعدم اثنين من قاتليها عام 1361 توفى الملك عام 1367 وخلفه ابنه فرديناند الأول الذي توفي عام 1383 تاركا البلاد في حالة فوضى لأن ليس له وريث ذكر فله ابنة وكانت متزوجة من ملك قشتالة لم يرضَ ذلك ابنه غير الشرعي مما ادخل البلاد في حرب خلافة في 1383 وانتهت بانتصاره في عام 1385 الذي عقد التحالف الأنجلو-البرتغالية بينه وبين النبيل جون غونت ابن إدوارد الثالث ملك إنجلترا وتزوج من ابنته البكر فيليبا لانكاستر وانجبت له دوارتي الأول الذي خلفه في الخلافة.

## حياة قبل الحكم
أفونسو الرابع زوج ابنته البكر ماريا لابن عمته ألفونسو الحادي عشر عام 1328 وانجبت له ابنا (الذي أصبح في نهاية المطاف ملكاً بيدرو ملك قشتالة عام 1355) ومع ذلك عادت ماريا إلى منزل والدها في البرتغال سنة 1335 لأن زوجها الملك بعد وقت قصير من زواجهما كان قد بدأت علاقة غرامية طويلة مع الجميلة والأرملة حديثاً ليونور دي غوزمان والدة الملك إنريكي الثاني لاحقاً، وعلى آية حال خوان مانويل أمير بليانة والد كونستانس زوجة ألفونسو الحادي عشر الأولى، قد رفض عرض الملك القشتالي عام 1327 وتم فسخ زواج الذي استمر لمدة عامين بين ابنته كونستانس (حفيدة خايمي الثاني ملك أراغون) وألفونسو مما مهد الطريق للزواج من شقيقته ماريا لمدة سنتين خوان مانويل شن حرباً ضد قشتالة وقد أصبحت كونستانس رهينة عند المطران جون ديل كامبو من أوفييدو الذي توسط للصلح في 1329.
عامل ألفونسو زوجته شرعية سوء معاملة جعلت والدها يتحالف مع الأرستقراطيين قشتالة أقوياء، خطب الملك أفونسو ووريثه بيدرو لـ كونستانس وبالتالي تحالف مع خوان مانويل عندما وصلت كونستانس إلى البرتغال في 1339 أحضرت معها وصيفتها إينيس دي كاسترو وهي ابنة جميلة والأرستقراطية بارزة من الجليقية (له نسل ولو كان غير شرعي من العائلات المالكة البرتغالية والقشتالية).
بيدرو سرعان ما سقطت في حب إينيس، وأجرى الاثنان علاقة حب طويلة استمرت حتى مقتلها في 1355 توفيت كونستانس عام 1345 بعد أسابيع من ولادة فرناندو، الذي أصبح في نهاية المطاف أول أبناء بيدرو لخلافته في البرتغال، تسبب علاقة بيدرو مع إينيس إلى فضيحة، أدت تداعيات سياسية للملك أفونسو إلى إبعاد إينيس من البلاط بعد وفاة كونستانس، ومع ذلك رفض بيدرو الزواج من أي الأميرة يتم اقترحه عليه من والده كزوجة ثانية، وأيضا رفض الملك السماح لابنه أن يتزوج إينيس، بدأ العاشقين يعيشون معا في الخفاء، وفقا لوقائع لوبيز فرناو خلال هذه الفترة بدأ بيدرو إعطاء الإخوة إينيس، والمنفيين من بلاط القشتالي مناصب هامة في البرتغال وأنهم أصبحوا أقرب مستشارين له وادعى انه لا يمكن أن تقوم حرب الأهلية بعد وفاته تؤدي إلى تقسيم البلاد، أو أن العرش البرتغالي تقع في أيدي القشتاليين، إما حماه خوان مانويل ذهب للانتقام للشرف ابنته، أو من الإخوة دي كاسترو بدعم أختهم، ادعى بيدرو أنه تزوج إينيس وهذه ضد أوامر والده، في أي حال عام 1355 أرسلت ألفونسو ثلاثة رجال للعثور على إينيس في دير سانتا كلارا في كويمبرا حيث احتجزت وقاموا تقطيع رأسها أمام واحد من أطفالها الصغار، ثار بيدرو ضد والده أفونسو هزم أمام ابنه في غضون عام، لكنه توفي بعد ذلك بوقت قصير، وبيدرو نجح في الوصول إلى العرش في 1357.

## ملك البرتغال
بيدرو ملك البرتغال أصبح ملكاً لمدة عشر سنوات، وغالباً ما يتم الخلط بينه وبين ابن أخته القشتالي بسبب الأسماء المستعارة الخاصة بهم متطابقة لوبيز فرناو قال هناك لتسميات أخرى لـ بيدرو «العادل» كان الملك البرتغالي يحب العدالة، خصوصا أنه لم يستغنى عنه وكان يتمتع به لنفسه، خاصة في البحث عن القتلة إينيس لكي يلقوا عقوبة أقسى لهم، إن الثلاثة منهم قد هرب إلى قشتالة، ولكن بيدرو رتب لهم ليتم تبادلها مع الهاربين من قشتالة المقيمين في البرتغال مع ابن أخته بيدرو ملك قشتالة أجرى الملك البرتغالي محاكمة علنية لـ بيرو كويلهو وألفارو غونكالفيس في 1361 بتهمة القتل إيناس، علق الملك قلوبهم بيديهم، وفقا لوبيز، بسبب ما قاموا بقلبه، في حين نجا دييغو لوبيز باتشيكو وتوفي عام 1383.
بيدرو وقت لاحق نشب الجثة إيناس واخرجها وضعها على العرش، ارتدها الجلباب والمجوهرات، وطلب من جميع لتقبيل يد «الملكة» المتوفاة، بيدرو إخراج جثة إيناس من كويمبرا تم نقلها إلى الكوباكا بحيث تم دفنه في الدير الديوان الملكي وكان بيدرو شيد اثنين من المقابر واحد لكل منهم، حتى يرون بعضهم البعض عند الارتفاع في يوم القيامة، مقابر تظهر بيدرو وإينيس تواجه بعضها البعض، مع عبارة: («حتى نهاية العالم...») نقشت على رخام.
وكان بيتر أيضا والد فرديناند الأول ملك البرتغال وجواو الأول ملك البرتغال. كان جون سيد الأكبر لـ فرسان أفيز وأنه قد يصبح مؤسس سلالة أفيس بعد أزمة 1383-1385، هزيمة منافسيه الذين كان من بينهم بياتريس البرتغالية وخوان الأول ملك قشتالة، وابنين إينيس الأخريان.

## الذرية
له العديد من أبناء منهم:-
- ماريا ابنة كونستانس.
- فرناندو ابن كونستانس.
- جواو ابن إينيس دي كاسترو.
- بياتريس ابنة إينيس دي كاسترو.
- دينيس ابن إينيس دي كاسترو.
- جواو ابن غير شرعي  تيريزا لورنسو.